# Andreas Geiger (Kupferstecher, 1798)
Andreas Geiger (* 11. November 1798 in Josefstadt (Wien); † um 1873 in Untersievering) war ein österreichischer Kupferstecher.

## Leben
Geiger war ein uneheliches Kind von Andreas Geiger „dem Älteren“ und Maria Anna Birdfellner; die Eltern heirateten 1801. Wegen der Namensgleichheit und der Tatsache, dass Vater und Sohn den gleichen Beruf ausübten, werden die Namenszusätze „der Ältere“ bzw. „der Jüngere“ zur Unterscheidung verwendet.
Geiger heiratete 1829 Anna Sinner, sie starb jedoch nach kurzer Zeit. 1832 heiratete er Anna Kornhäusel. Sein genaues Todesdatum ist unbekannt. Laut Schöny starb Geiger „nach 1871“, anhand von Adressbüchern gibt Richter „um 1873?“ an.

## Schaffen
Andreas Geiger der Jüngere studierte wie schon sein Vater an der Akademie der bildenden Künste Wien. Etwa 1830 begann er, für Adolf Bäuerles Wiener Theaterzeitung Kupferstiche anzufertigen. Bis zum Ende der Theaterzeitung 1858 stach er Hunderte Bilder, teils nach Vorlagen z. B. von Anton Elfinger (genannt Cajetan), teils nach eigenen Zeichnungen. Die Bilder für die Theaterzeitung werden teilweise irrtümlich dem Vater, Andreas Geiger dem Älteren, zugeschrieben. Dagegen sprechen jedoch einerseits Unterschiede in der stilistischen Ausrichtung, andererseits die Tatsache, dass nach dem Tod des Vaters (1856) noch zwei Jahre lang neue Bildbeilagen für die Theaterzeitung entstanden.